# Лёша Рав
Лёша Рав, настоящее имя Алексей Владимирович Рогожин (7 марта 1909, Балабаш-Нурусово — 24 марта 1944, Дрогобыч) — советский эрзянский поэт, переводчик, педагог, член Союза писателей СССР.

## Биография
Родился 7 марта 1909 года в деревне Балабаш-Нурусово (ныне Батыревский район, Республика Чувашия). Отец — лесник из Балабаш-Нурусово. Мать — Дуня Гордеева, уроженка села Малые Кармалы (5 километров от Балабаш-Нурусово). Детство провёл в лесах, расположенных между Балабаш-Нурусово и Малыми Кармалами. Учился в Малокармалинской семилетней школе, начал писать стихи о природе в возрасте 16 лет, подписывая свои стихи буквами Р. А. В. — первые буквы инициалов поэта. В 1936 году окончил Мордовский педагогический институт, преподавал в школах села Чамзинка и Саранском педагогическом училище мордовский и русский языки.
Алексей владел чувашским, мордовским и русским языками, переводя стихи чувашских поэтов на мордовский язык. Как переводчик он наиболее известен благодаря переводу поэмы К. В. Иванова «Нарспи», сделанному в 1940 году. Свои первые стихи он публиковал в газете «Якстере теште» («Красная звезда»), с 1930-х годов публиковался в журнале «Сятко», газетах «Эрзянь коммуна» («Эрзянская коммуна») и «Ленинэнь киява» («По ленинскому пути»), а также коллективных сборниках. Его произведения, воспевающие природу Мордовии и жизнь в деревне, вошли в поэтический сборник «Иетне жойнить» (Годы звенят, 1933).
В 1930-е годы сам выступил в жанре поэмы, написав эпические поэмы «Гале» (1935) и «Литува» (1938) о жизни мордовского села в канун двух революций. Действие первой поэмы происходило в годы Первой русской революции 1905—1907 годов и показывало влияние революционных событий на жизнь мордовского народа, а действие второй — в дни Октябрьской революции, воспевая борьбу против социальной несправедливости и патриархальных устоев. Также он написал революционную поэму «Последний» (1934) на русском.
В 1941 году Рогожин был направлен в Чамзинскую среднюю школу, где работал преподавателем русского языка и литературы и до 1943 года был её завучем. Состоял в Союзе писателей СССР. Весной 1943 года призван в Красную Армию. Погиб 24 марта 1944 года в боях за Дрогобыч, похоронен в братской могиле. 

## Память
Имя Алексея Владимировича Рогожина носят Малокармалинская поселенческая библиотека и музей.